# Dietrich Eckart

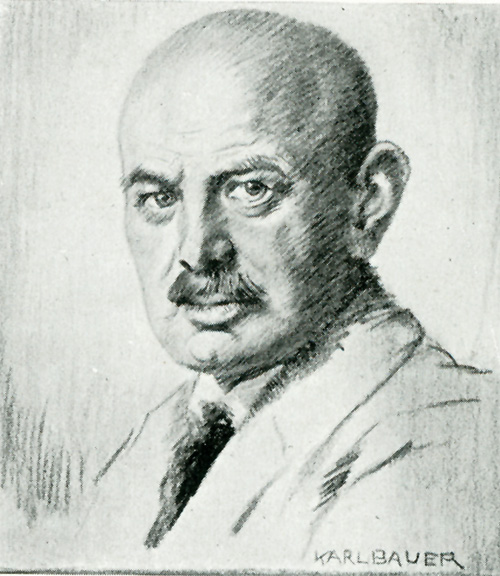
Dietrich Eckart, Zeichnung von Karl Bauer

Dietrich Eckart (* 23. März 1868 in Neumarkt in der Oberpfalz; † 26. Dezember 1923 in Berchtesgaden) war ein rechtsextremer Publizist, Verleger, ein früher Anhänger des Nationalsozialismus und Ideengeber Adolf Hitlers.

## Leben

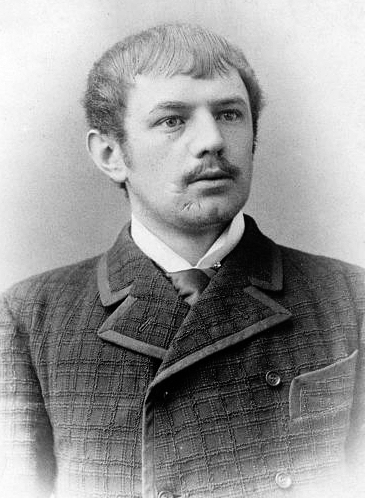
Dietrich Eckart, etwa 1890

Dietrich Eckart, der katholische Sohn eines evangelischen Notars, wuchs seit 1878 ohne Mutter auf und besuchte – vom Vater vernachlässigt – sieben verschiedene Gymnasien. Als Student wurde er Mitglied des Corps Onoldia Erlangen, dem bereits sein Vater angehörte. Im Oktober 1890 wurde er allerdings „cum infamia“, also mit Schimpf und Schande aus dem Corps ausgeschlossen, weil er Schulden bei einem Gastwirt nicht zurückzahlte, für die er mit seinem Ehrenwort gebürgt hatte. Da Eckart aber aufgrund einer Schmerztherapie morphinsüchtig war und eine traumatisierende Entziehungskur durchlitt, verzichtete der Corpsburschen-Convent nach einem ärztlichen Gutachten nachträglich auf die „Infamie“ und sprach einen einfachen Ausschluss aus; dies vor allem, um Eckarts Vater, der Alter Herr Onoldias war, eine Schmach zu ersparen. 1891 brach Eckart sein Medizinstudium in Erlangen ab. Trotz alledem wurde dessen studentische Kameradschaft später nach ihm benannt.
Nach seiner Entziehungskur wegen Morphiumsucht nahm er eine Tätigkeit als Journalist, Literatur- und Theaterkritiker auf. Durch den Tod des Vaters 1895 kam er als Erbe zu einem ansehnlichen Vermögen. Seine nächsten Stationen waren Leipzig, Berlin und schließlich Regensburg. 1899 war er fast mittellos und ging nach Berlin, wo er – obwohl vom Generalintendanten des Schauspielhauses Georg von Hülsen-Haeseler unterstützt – als Dichter und Dramatiker, dann auch als Werbetexter, weitgehend scheiterte. Einen größeren finanziellen Erfolg brachte ihm lediglich eine „arisch-christliche“ Nachdichtung von Henrik Ibsens Drama Peer Gynt ein, die im Februar 1914 ihre Premiere in Berlin erlebte und anschließend in ganz Deutschland zu sehen war.
Von 1907 bis 1913 lebte er bei seinem Bruder Wilhelm in der Villenkolonie Neu-Döberitz bei Berlin (wo es 1936–1945 auch einen „Dietrich-Eckart-Gedenkhain“ gab) und heiratete im Alter von 45 Jahren die vermögende Witwe Rosa Marx, geborene Wiedeburg, aus Bad Blankenburg, von der er 1921 geschieden wurde. Bis zum Frühsommer 1915 wohnte Eckart mit seiner Familie in Bad Blankenburg; danach zog er nach München-Schwabing, wo er in Kontakt mit völkischen Kreisen wie dem Fichte-Bund und der Thule-Gesellschaft kam und als Verfasser rechtsradikaler und antisemitischer Traktate hervortrat. Er gründete 1915 den Hoheneichen-Verlag.
Nach der deutschen Niederlage im Ersten Weltkrieg gründete Eckart im Dezember 1918 die antisemitische Zeitschrift Auf gut deutsch. Am 27. Mai 1919 beantragte er seine Aufnahme in den Deutschen Schutz- und Trutzbund, der im Oktober des Jahres im Deutschvölkischen Schutz- und Trutzbund aufging. Am 30. Mai 1919 hielt Eckart einen Gastvortrag vor der völkisch-antisemitisch ausgerichteten Münchener Thule-Gesellschaft; daran nahmen auch Alfred Rosenberg, Gottfried Feder und Rudolf Heß teil. Dass Eckart und Rosenberg Mitglieder dieser Gesellschaft gewesen seien, ist eine Legende, die seit den 1960er Jahren in verschwörungstheoretischer Literatur verbreitet wird.
Am 14. August 1919 trat Eckart zum ersten Mal als Redner bei einer Veranstaltung der Deutschen Arbeiterpartei auf, der Vorgängerorganisation der NSDAP. Kurz darauf lernte er Adolf Hitler kennen und agierte in der Folgezeit als dessen Mentor und Freund. Er schloss sich der NSDAP an, trat ihr nach Ansicht der Publizistin Margarete Runte-Plewnia jedoch nie formal bei. Wichtig für Hitler war Eckart nicht zuletzt wegen seiner Kontakte zu antisemitischen Angehörigen der höheren Gesellschaft Münchens: So führte er ihn unter anderem bei dem Klavierbauer Edwin Bechstein und beim Polizeipräsidenten Ernst Pöhner ein. Des Weiteren schaffte er für Hitler Kontakte zu wichtigen Geldgebern der NSDAP wie Borsig, Fritz Thyssen, den Daimlerwerken und dem bayerischen Industriellenverband. Zwar ging es dabei nur um bescheidene Summen, die dennoch über Existenz oder Nichtexistenz einer kleinen Partei entscheiden konnten.
Am 17. Dezember 1920 half Eckart mit eigenen Mitteln beim Kauf des Völkischen Beobachters durch die NSDAP, am 11. August 1921 wurde er dessen Chefredakteur. Als gegen Eckart wegen Beleidigung des Reichspräsidenten Friedrich Ebert ein Haftbefehl erging, intervenierte Hitler sofort beim bayerischen Ministerpräsidenten Eugen von Knilling und forderte, „den Haftbefehl zu inhibieren, da andernfalls die Kampforganisation Widerstand gegen die Verhaftung leisten würde“.
1921 versprach Eckart jedem 1000 Reichsmark Belohnung, der ihm eine jüdische Familie nennen könne, deren Söhne länger als drei Wochen an der Front gewesen waren. Der Landesrabbiner Samuel Freund aus Hannover nannte 20 jüdische Familien, auf die dies zutraf, und verklagte Eckart, als dieser die Belohnung verweigerte. Im Prozess nannte Freund weitere 50 jüdische Familien mit bis zu sieben Kriegsteilnehmern, darunter etliche, die bis zu drei Söhne im Krieg verloren hatten. Eckart verlor den Prozess und musste zahlen.
Im März 1923 sollte sich Eckart wegen Ausfällen gegen den Reichspräsidenten Friedrich Ebert vor Gericht verantworten. Dem entzog er sich durch Flucht nach Obersalzberg. Unterstützung erhielt er von Christian Weber, der mit Bruno Büchner, dem Wirt der Pension Moritz, befreundet war, und dem späteren SA-Führer Ernst Röhm, Stabshauptmann der bayerischen Armee. Röhm organisierte schließlich Eckarts Flucht nach Berchtesgaden. Eckart und Hitler verkehrten in Obersalzberg unter Tarnnamen (Dr. Hoffmann und Herr Wolf).
Eine Woche nach dem Hitlerputsch wurde Eckart in München verhaftet, nach schweren Herzanfällen am 20. Dezember 1923 aber wieder aus dem Gefängnis entlassen. Am 26. Dezember starb er in Berchtesgaden im Alter von 55 Jahren an einem weiteren Herzinfarkt. Begraben wurde er auf dem Alten Friedhof in Berchtesgaden.
Die Grabstelle hat bis in die Gegenwart (Stand 2019) immer wieder Zulauf und wurde bis etwa 2017 privat gepflegt. Nachdem dann das Grab wieder an den Friedhofsverband zurückgefallen war, ließ sich die Marktgemeinde Berchtesgaden über dessen zukünftige Gestaltung im denkmalgeschützten Friedhof von der Denkmalbehörde beraten. Nach deren Konzept soll künftig kein Grabschmuck mehr zugelassen werden, das Grab also möglichst schlicht und neutral belassen bleiben.

## Wirken
Eckart ist in erster Linie als antisemitischer Ideologe und Mentor und Ideengeber Hitlers von Bedeutung. Er entwickelte zu dem 21 Jahre Jüngeren eine Art „Lehrer-Schüler-Verhältnis“. Gleichzeitig bewunderte Eckart Hitler für dessen charismatische Fähigkeiten und propagierte ihn in der Öffentlichkeit als Deutschlands kommenden „Messias“. Im Dezember 1921 bezeichnete er ihn erstmals als „Führer“. Was er von einem Führer erwartete, beschrieb Eckart folgendermaßen:

„Ein Kerl muss an die Spitze, der ein Maschinengewehr hören kann. Das Pack muß Angst in die Hosen kriegen. Einen Offizier kann ich nicht brauchen, vor denen hat das Volk keinen Respekt mehr. Am besten wäre ein Arbeiter, der das Maul auf dem rechten Fleck hat. […] Verstand braucht er nicht viel, die Politik ist das dümmste Geschäft auf der Welt.“

Eckart und Hitler vertraten eine gnostisch-dualistische Weltsicht, in der dem Judentum die Rolle des ewigen Gegenspielers Deutschlands zukam. Bereits 1919 prägte Eckart den nationalsozialistischen Kampfbegriff „Drittes Reich“, womit vor allem eine Verbindung von christlichem Millenarismus und politischem Ziel gemeint war: „Im deutschen Wesen ist Christ zu Gast – drum ist es dem Antichristen verhaßt“, reimte Eckart 1919.
Eckart verfasste 1920 das Sturmlied der SA und machte die im Refrain verwendete Formulierung „Deutschland erwache!“ zum Schlachtruf der NS-Bewegung. Als „Parteidichter“ der NSDAP genoss er zeitweilig Popularität unter deren Anhängern. Hitler widmete u. a. ihm sein 1925 erschienenes Buch Mein Kampf, in dem er ihn als Märtyrer bzw. „Blutzeuge“ der nationalsozialistischen Bewegung feierte. Alfred Rosenberg, der bereits bei Auf gut deutsch mitgearbeitet hatte, bezog wesentliche Ideen bei Eckart, sowohl aus dessen politischen als auch aus den religiös-esoterischen Positionen.
Posthum erschien Eckarts unvollendetes Werk Der Bolschewismus von Moses bis Lenin. Als Dokumentation eines Gesprächs mit Hitler konzipiert, war es als Programmschrift für die NSDAP gedacht und transportierte die Verschwörungstheorie, der Bolschewismus gehe im Wesentlichen auf jüdische Machenschaften zurück. Gleichzeitig wurde auch der amerikanischen „Hochfinanz“ unterstellt, sie sei von Juden gesteuert. Als drittes Glied in dieser angeblichen Weltverschwörung stellte Eckart die Freimaurer hin. 1925 erschien eine zweite Auflage. Inwieweit die darin wiedergegebenen Ansichten tatsächlich die Hitlers sind, ist in der Forschung umstritten.
Ein am 23. März 1943 in der Frankfurter Zeitung erschienener kritischer Artikel über Eckart war der Anlass für das Verbot dieser Zeitung.

## Gedenken und Ehrungen in der NS-Zeit

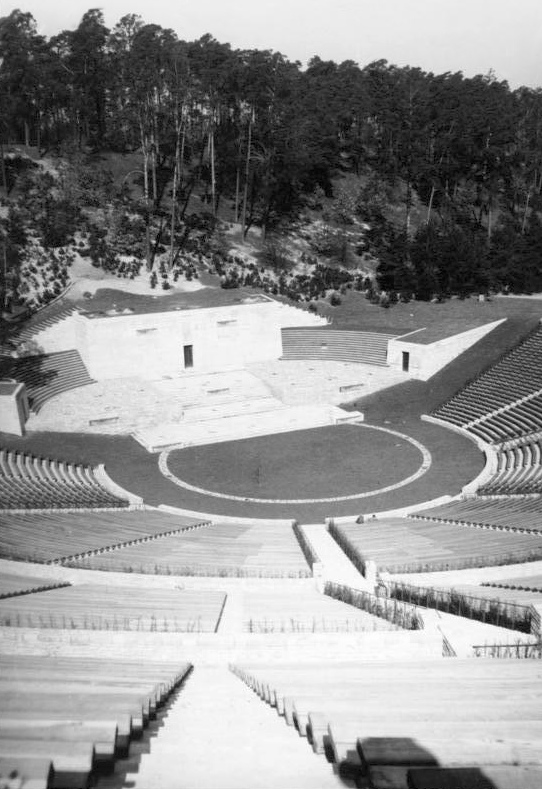
Berliner Waldbühne, bei der Aufnahme von 1939 noch Dietrich-Eckart-Freilichtbühne genannt

### Gedenken
Während der Zeit des Nationalsozialismus gab es mehrere Eckart-Denkmäler und -Gedenkorte. An seiner Grabstätte wurden gruppenweise Pflichtbesuche der Hitlerjugend abgehalten. Im Dezember 1933 wurden die Schulen durch einen Erlass des Reichsministeriums des Innern, das bis zur Gründung des Reichsministeriums für Wissenschaft, Erziehung und Volksbildung für die Schulen zuständig war, dazu verpflichtet, anlässlich des 10. Todestages von Eckart an einem der letzten Schultage vor den Weihnachtsferien eine Schulstunde dem Gedenken an Eckart zu widmen.
In Hamburg wurde 1933 ein Preis für Kulturschaffende nach Dietrich Eckart benannt, der parallel zum Lessing-Preis verliehen wurde.
1943 wurde die liberal-demokratische Frankfurter Zeitung nach einem kritischen Artikel über Eckart verboten.

### Eckart als Namensgeber (Auswahl)
- Seine Geburtsstadt Neumarkt in der Oberpfalz trug im Nationalsozialismus den offiziellen Titel „Dietrich-Eckart-Stadt“; im Oktober 1933 weihte Hitler dort ihm zu Ehren ein Denkmal im Stadtpark ein.[30]
- Die heute Berliner Waldbühne genannte Freilichtbühne des Berliner Olympiageländes wurde nach der Erbauung 1936 nach Eckart benannt.
- Schulen: Die Oberrealschule für Jungen in Dresden-Johannstadt erhielt den Namen „Dietrich-Eckart-Schule – Oberschule für Jungen“. Als 1937 in Emmendingen das Realprogymnasium zum Vollgymnasium ausgebaut wurde, erhielt es ebenfalls den Namen „Dietrich-Eckart-Schule, Oberschule für Jungen“.
- Straßen: Ab 15. Mai 1933 hieß eine Straße in Grevenbroich, die zuvor Breite Straße geheißen hatte, Dietrich-Eckart-Straße. Der alte Name Breite Straße wurde später wieder eingesetzt und besteht bis heute. 1933 wurde im Westen der Stadt Regensburg eine Straße nach Eckart benannt, die 1963 in Gerlichstraße umbenannt wurde.[31] Die heutige Adolf-Reichwein-Straße in Jena wurde nach Dietrich Eckart benannt; 1933 auch die heutige Jüdenstraße in Gotha, die dann ab 1945 zunächst Waidstraße hieß.[32] Ebenfalls 1933 wurde in Bonn ein Teilstück der in Richtung Koblenz führenden Straße (heutige Bundesstraße 9) von Friedrich-Ebert-Allee in Dietrich-Eckart-Allee umbenannt.[33] In Danzig hieß eine 1936/37 von der Deutschen Arbeitsfront bebaute Straße „Dietrich-Eckart-Weg“; sie wurde nach 1945 in ulica Grodzieńska umbenannt.[34] In Düsseldorf-Golzheim wurde 1937 in der Mustersiedlung Schlageterstadt zur Ausstellung Schaffendes Volk ein Platz nach ihm benannt, der nach 1945 in Albrecht-von-Hagen-Platz umbenannt wurde. In Hannover-List wurde 1935 eine Dietrich-Eckart-Straße angelegt, die 1945 in Ganghoferstraße umbenannt wurde.[35][36] In Berlin-Tegel wurde 1934 der Straßenzug mit den ehemaligen Namen Tegeler Straße, Wittenauer Straße, August-Müller-Straße nach Eckart benannt, am 31. Juli 1947 erfolgte die Umbenennung zur heute noch bestehenden Gorkistraße[37] (nach Maxim Gorki). In Breslau-Carlowitz in Schlesien (heute: Wrocław-Karłowice) wurde die Oskar-Heymann-Straße[38] in Dietrich-Eckart-Straße umbenannt; nach dem Krieg erhielt sie den Namen Wacława Berenta.[39] In Münster wurde eine neue Straße nach Eckart benannt, die heute Büchnerstraße heißt. In Woltersdorf wurde die Heinestraße 1933 in Dietrich-Eckart-Straße umbenannt. 1945 wurde ihr Name in Kantstraße geändert.[40]
- NS-Kameradschaften: 1937 wurde der auf dem Haus des Corps Onoldia ansässigen Kameradschaft in Erlangen der Name Kameradschaft Dietrich Eckart verliehen. Im gleichen Jahr ging in Tübingen aus der im Wintersemester 1935/36 aufgestellten NSV-Arbeitsgemeinschaft die Kameradschaft Dietrich Eckart, ansässig auf dem Haus der Turnerschaft Palatia hervor.[41]
- In Mühlhausen/Thüringen wurde in den 1930er Jahren die Petrischule in „Dietrich-Eckart-Schule“ umbenannt; 1945 erfolgte die Rückbenennung in Petrischule.
- In Bischofswiesen wurde das Dietrich-Eckart-Krankenhaus nach ihm benannt.
- In Erlangen war der Bohlenplatz von 1933 bis 1945 nach ihm benannt.[42]

## Legendenbildung ab den 1960er Jahren
In dem 1960 erschienenen Buch Le matin des magiciens von Louis Pauwels und Jacques Bergier (deutsch: Aufbruch ins dritte Jahrtausend, 1962) erscheinen Eckart, Rosenberg und Karl Haushofer als „okkulte Berater“ Hitlers. Diese Männer hätten der Thule-Gesellschaft angehört, und diese sei „der magische Mittelpunkt der NS-Bewegung“ und im Geheimen die lenkende Kraft des Dritten Reiches gewesen. Diese Fiktion erfuhr eine weitere Ausgestaltung in The Spear of Destiny (1972, deutsch: Der Speer des Schicksals) von Trevor Ravenscroft, wonach Eckart und Haushofer im Rahmen der Thule-Gesellschaft satanistische Rituale gepflegt hätten, bei welchen Juden und Kommunisten als Opfer gedient hätten.

## Schriften

### Theaterstücke
- Der Froschkönig. Romantische Komödie. 1904 (archive.org).
- Familienväter. Tragische Komödie in 3 Aufzügen. Wigand, Berlin / Leipzig 1904.
- Der Erbgraf. Schauspiel in 3 Aufzügen. Bloch, Berlin 1907.
- Ein Kerl, der spekuliert. Komödie in 3 Aufzügen. Manuskript 1909.
- Henrik Ibsens Peer Gynt. In freier Übertragung für die Bühne. 1912 (Hoheneichen, München 1916).
- Heinrich der Hohenstaufe. Deutsche Historie in 4 Vorgängen. Herold, Berlin-Steglitz 1915 (archive.org).
- Lorenzaccio. Tragödie. Verband deutscher Bühnenschriftsteller, Berlin 1918 (als Lorenzaccio. Tragödie in 5 Aufzügen bei Hoheneichen, München 1918 u. 1920).

### Lyrik, Polemiken, journalistische Beiträge
- In der Fremde. Gedichte. 1893.
- Ibsen, Peer Gynt, der große Krumme und ich. Herold, Berlin-Steglitz 1914.
- Abermals vor der Höhle des Großen Krummen. Erneute Aussprache über Theaterkritik. Herold, Berlin-Steglitz 1915.
- Auf gut deutsch. Wochenschrift für Ordnung und Recht. Hoheneichen, München 1918–1920.
- Völkischer Beobachter. 1920–1923.
- Der Bolschewismus von Moses bis Lenin. Zwiegespräch zwischen Adolf Hitler und mir. Hoheneichen, München; Franz Eher Nachfolger, München; [R. Hoffmann], [Leipzig] [1925] (archive.org).